# Paridade de uma permutação
Em matemática, quando X é um conjunto finito de ao menos dois elementos, as permutações de X (i.e. as funções bijectivas de X a X) caem em duas classes de igual tamanho: as permutações ímpares e as permutações pares.
Se qualquer relação de ordem de X é fixada, a paridade (ser par ou ser ímpar) de uma permutação {\displaystyle \sigma } de X pode ser definida como a paridade do número de inversões para {\displaystyle \sigma }, i.e., de pares de elementos {\displaystyle x,y} de X tal que {\displaystyle x<y} e {\displaystyle \sigma (x)>\sigma (y)}. O número de inversões depende da ordem, mas a paridade não.
O sinal ou assinatura de uma permutação {\displaystyle \sigma } é notado sgn(σ) e definido como +1 se {\displaystyle \sigma } é par e −1 se {\displaystyle \sigma } é ímpar. A assinatura é um homomorfismo entre o grupo simétrico e o grupo multiplicativo {1, -1}, e define o caráter alternante do grupo simétrico Sn.[carece de fontes?]
Outra forma de ver a paridade de uma permutação é escrevê-la como um produto de transposições (uma transposição é uma permutação em que apenas dois elementos trocam de lugar; elas são representadas por (i, j), (i; j) ou (i j)). Existem infinitas formas de escrever uma permutação como produto de transposições, mas uma permutação par (respectivamente, ímpar) pode ser escrita apenas como o produto de um número par (respectivamente, ímpar) de transposições.[carece de fontes?]